# Apuim-de-cauda-amarela
O apuim-de-cauda-amarela (nome científico: Touit surdus) é uma espécie de ave da família dos psitacídeos (Psittacidae), endêmica do Brasil.

## Distribuição e habitat
O apuim-da-cauda-amarela ocorre no nordeste, nos estados de Ceará, Paraíba, Pernambuco, Alagoas e Sergipe, e no sudeste, do sul da Bahia até o Rio de Janeiro. É um dos psitacídeos mais comuns no trecho da mata Atlântica situado em Alagoas e na Estação Ecológica de Murici. Habita floresta perene de baixada e encostas montanhosas adjacentes, principalmente abaixo de 500 metros, mas até 700 metros em Alagoas e mil no Espírito Santo, Rio de Janeiro e São Paulo.

## Comportamento
Não há registro dos rituais de reprodução do apuim-da-cauda-amarela. Foi notada a migração entre fragmentos florestais distantes e no Rio pratica movimentos sazonais. Alimenta-se de frutos de cajazeira (Spondias lutea) e capororoquinha (Myrsine coriacea).

## Conservação
A população do apuim-da-cauda-amarela é rara e foi classificada dentro da faixa de 2 500-9 999 indivíduos maduros, que equivaleria a 3 750-14 999 indivíduos no total. A União Internacional para a Conservação da Natureza (UICN / IUCN) considera a espécie como vulnerável. Está ameaçada por perda de habitat decorrente de desmatamento (em geral ao longo de sua extensão). No nordeste, o cultivo extensivo, como o da cana-de-açúcar, causou esse processo. Em Alagoas, por exemplo a cobertura florestal na qual o apuim vive hoje se restringe a 2% do total original. Do sul da Bahia ao Rio de Janeiro, a cobertura florestal é maior, mas ainda sofre pressão por conta da expansão agrícola, urbanização, colonização e construção de estradas associadas. Apesar destes revezes, percebeu-se que o apuim-de-causa-amarela, diferentes de outras espécies, é mais resistente à fragmentação florestal.
No Brasil, o apuim-da-cauda-amarela consta em várias listas de conservação: em 2005, foi classificado como em perigo na Lista de Espécies da Fauna Ameaçadas do Espírito Santo; em 2010, como criticamente em perigo na Lista de Espécies Ameaçadas de Extinção da Fauna do Estado de Minas Gerais de 2010; em 2014, como vulnerável na Portaria MMA N.º 444 de 17 de dezembro de 2014; e em 2018, como vulnerável no Livro Vermelho da Fauna Brasileira Ameaçada de Extinção do Instituto Chico Mendes de Conservação da Biodiversidade (ICMBio). Foi listado, mas então removido, do Livro Vermelho da Fauna Ameaçada de Extinção no Estado de São Paulo, pois não há dados qualitativos sobre a espécie no estado. Argumentou-se na justificativa de remoção que é um animal de difícil identificação, já que pode ser facilmente confundido com o apuim-de-costas-pretas (Touit melanonotus).